# 魏景釗
魏景釗（1438年—？），字大用，順天府東安縣人，明朝政治人物。進士出身。

## 生平
順天府鄉試第六十二名。成化二年（1466年）參加丙戌科會試第三百三十名，殿試登進士第二甲第六十三名。

## 家族
曾祖魏良、祖父魏整、父亲魏仲實。